# Мамбо џамбо

Мамбо џамбо је израз на енглеском језику за збуњујућ или бесмислен говор. Често се користи за изражавање шаљиве критике специјалистичког жаргона као што је правни језик, који неспецијалисти имају потешкоћа да разумеју. 
Такође се може односити на праксе засноване на сујеверу, ритуале који имају за циљ да изазову забуну или језике које говорник не разуме.

## Порекло
Корен израза Мамбо џамбо историчари и етимолози проналазе на подручју Западне Африке, где често наводе да израз долази од речи из језика мандинка: „Maamajomboo“, која се односи на маскираног мушког плесача који учествује у верским церемонијама. У 18. веку Мамбо Џамбо се односио на западноафричког бога. Путописни часопис Манго-а Парка Путовања у унутрашњост Африке (1795) описује Мамба Џамба као лика, употпуњеног "маскарадном навиком", у кога би се мушкарци Мандинке облачили да би решили породичне спорове. 